# 陳家洛 (書劍恩仇錄)
陈家洛，是金庸的武侠小说《书剑恩仇錄》中的主角和《飛狐外傳》中的角色。他相貌英俊、谈吐风雅、武藝高強，精通琴棋書畫，为人谦虚有礼，為金庸小說中武功絕頂的高手之一。

## 生平
全書的主人公，出身於浙江海寧陳家，後發現自己為當今乾隆帝的親弟，即福康安的叔父。書中記述與福康安相貌幾乎一模一樣，連紅花群雄初見福康安時也誤認他為總舵主。
自幼與書僮心硯共赴回疆，拜「天池怪俠」袁士霄為師，習得一身驚人武藝，回中原後入紅花會，任少舵主。在義父兼總舵主萬亭死後成為新總舵主，平時作書生打扮。在小说開頭搶救文泰來的行動中，認識了回族的族長「木卓倫」和他的女兒霍青桐，而且協助他們從清兵手中討回「可蘭經」這本回教聖物。
陳家洛一直領導群雄展開反清大業。本來計劃讓乾隆知悉自己的身世(雍正當皇子時和浙江海寧陳氏交往甚密)，並答應聯合紅花會反清復漢。但乾隆最終因貪戀皇位而背棄盟約，並誘殺紅花會群雄。陳家洛率群雄脫險後，把紅花會總舵遷往回疆。
陳家洛在《飛狐外傳》後期再度短暫出現，從回疆前赴北京拜祭喀絲麗並與胡斐初遇，一度被對方誤認為福康安並受到攻擊，之後經胡斐義兄趙半山介紹而消除誤會，並答應胡斐冒充福康安見中毒垂危的馬春花最後一面。

## 性格
書生模樣，武功高強，很有權勢，是個能文能武、智勇雙全，而且有領導力的人。

## 感情
陳家洛很受女性的喜愛，但是對於愛情卻是「愛在心裡口難開」的壓抑型，感情的事讓他感到棘手。
小說開始後不久，陳家洛初見木卓倫之女「翠羽黃衫」霍青桐，大為驚豔，書中說她「麗若春梅綻雪，神如秋蕙披霜，兩頰融融，霞映澄塘，雙目晶晶，月射寒江」，而青桐見家洛如玉樹臨風，風姿翩翩，也心生好感，遂贈一柄短劍。但後來他見女扮男裝的李沅芷與青桐神態親熱，只道青桐已另有心上人，兩人因為誤會而分開。
在見到青桐的妹妹「香香公主」喀絲麗後，陳家洛不禁將對青桐的感情轉移在香香上，為她採雪蓮、救小鹿、赴敵營，而香香也對家洛心生情愫。而青桐的師父關明梅與師公陳正德（合稱「天山雙鷹」）因他見異思遷而大發雷霆，本欲殺了家洛與香香，終究不忍，留言：「怙惡不悛，必取爾命」。
遺憾的是，香香受家洛之託，入宮為妃，以教乾隆履約，反滿復漢。哪知乾隆變盟，香香獲悉，遂自殺，以血寫下警訊，好讓家洛提防。家洛大慟，葬香香，為「香塚」，撰銘文，文曰:「浩浩愁，茫茫劫，短歌終，明月缺。鬱鬱佳城，中有碧血。碧亦有時盡，血亦有時滅，一縷香魂無斷絕！是耶非耶？化為蝴蝶。」

## 影視形象

### 電視劇
- 1976年香港無線電視劇《書劍恩仇錄》：鄭少秋
- 1980年香港亞視電視劇《大內群英》：徐家霖（少年）
- 1980年香港亞視電視劇《大內群英續集》：黎漢持（成年）
- 1984年台灣台視電視劇《書劍江山》：游天龍
- 1987年香港無線電視劇《書劍恩仇錄》：彭文堅
- 1992年台灣華視電視劇《書劍恩仇錄》：何家勁
- 1994年中國電視劇《書劍恩仇錄》：黃海冰
- 2002年合拍電視劇《書劍恩仇錄》：趙文卓
- 2009年中國電視劇《書劍恩仇錄》：喬振宇
- 1978年香港佳视电视剧《雪山飞狐》：伍卫国
- 1985年香港無線電視劇《雪山飛狐》：黃允材
- 1991年台灣台視電視劇《雪山飛狐》：林煒
- 1999年香港無線電視劇《雪山飛狐》：魏駿傑
- 2007年合拍電視劇《雪山飛狐》：吳慶哲

### 電影
- 1960年香港粵語電影《書劍恩仇錄》：張瑛
- 1976香港國語電影 《萬法歸宗一少林》：古龍（即金童）[3]
- 1981年香港邵氏電影《書劍恩仇錄》：狄龍
- 1987年合拍電影《書劍恩仇錄》、《香香公主》：張多福、蔣巍（幼年陳家洛）
- 1993年香港粵語電影《方世玉》、《方世玉續集》：鄭少秋